# فرانکلین فارم (ویرجینیا)
فرانکلین فارم، ویرجینیا (به انگلیسی: Franklin Farm) یک منطقه سرشماری‌شده در ویرجینیا است که در شهرستان فرفکس، ویرجینیا واقع شده‌است.

## خصوصیات
فرانکلین فارم ۱۹٬۲۸۸ نفر جمعیت دارد و ۱۱۴٫۰ متر بالاتر از سطح دریا واقع شده‌است.